# 布鲁克·弗朗西斯
布鲁克·弗朗西斯（英語：Brooke Francis，1995年1月6日—），旧姓多诺霍（Donoghue），新西兰女子赛艇运动员。她曾代表新西兰参加2020年夏季奥林匹克运动会赛艇比赛，获得女子双人双桨银牌。